# Vadstena trivialskola
Vadstena Trivialskola, var en trivialskola i Vadstena.

## Historik
Vadstena hade tidigt en skola i staden, Vadstena trivialskola. 1474 hade skolan ett eget hus och fick 1499 en rektor. Skolan nämns 1819 som en lägre trivialskola.
Skolan försvann, men återupprättades av kung Gustaf I. Av kung Johan III fick skolan Orlunda pastorat som rektorsprebende. 1628 fick staden själv avlöna lärarna vid skolan, vilket ledde till skolans förfall. Skolan räddades 1684 av änkedrottningen Hedvig Eleonora av Holstein-Gottorp. Den har från denna tid tre stycken klasser. Skolan blev 1821 en lägre lärdomsskola. !858 omvandlades den till ett (lägre) elementarläroverk, som 1927 efter ytterligare ombildningar blev Vadstena samrealskola.

## Rektorer
- 1600–1609: Petrus Magni Stalenus
- 1642–1648: Benedictus Bruzœus
- 1680–1692: Matthias Svenonis Norbergius
- 1694–1697: Paulus Ekerman
- 1698–1704: Andreas Silfverling
- 1707–1710: Martinus Brythzenius
- 1711–1721: Zacharias Torpadius
- 1722–1726: Daniel Corvin
- 1727–1731: Nils Stenhammar
- 1731–1738: Herman Gideon De Rogier
- 1738–1756: Andreas Palmeroth
- 1758–1775: Petrus Löngren
- 1814–1819: Johan Lundborg
- 1819: Fredr. Reinh. Brunn.[1]
- 1856: C. E. Adlerz.[2]

## Kollegor
- 1560–1566: Nicolaus Thoreri

## Statistik
- 1819: 61 elever.[1]
- 1855: 40 elever.[2]

## Stipendier
- Stipendium Nymanssonianum, som inrättades 1 mars 1822 av kontraktsprosten Adolph Nymansson i Lommaryds församling. Stipendiet utnämns av inspektor och kollega.[2]